# Oberbieber

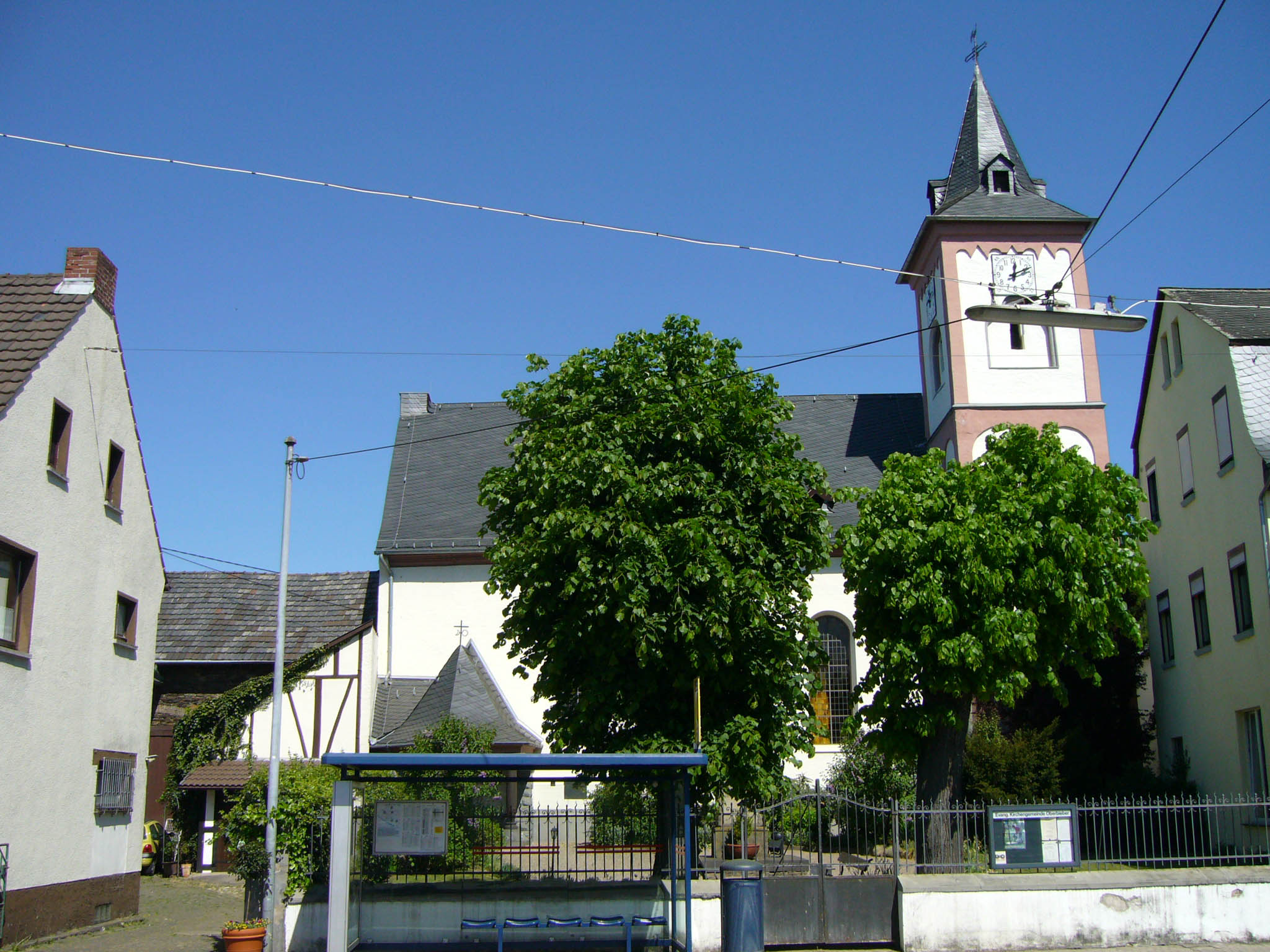
Evangelische Kirche in Neuwied-Oberbieber

Oberbieber ist ein Stadtteil von Neuwied in Rheinland-Pfalz. Bis zur Eingemeindung in die Stadt Neuwied am 7. November 1970 war Oberbieber eine eigenständige Ortsgemeinde.

## Lage
Oberbieber liegt etwa 7 km nördlich vom Stadtkern entfernt am Nordrand des Neuwieder Beckens und am Fuße des Westerwaldes an der ehemaligen Bundesstraße 256, jetzt L 260. In Oberbieber kreuzen sich die Deutsche Limesstraße, die Historische Raiffeisenstraße und der rechtsrheinische Fernwanderweg Rheinsteig.
Nachbargemeinden sind: Anhausen, Gladbach (Stadtteil), Niederbieber (Stadtteil), Melsbach und Rengsdorf.

## Geschichte

### Ortsname
Der Ursprung des Ortsnamens ist mit großer Sicherheit vom Aubach übernommen, der in einer Rengsdorfer Urkunde von 857 unter der Bezeichnung „biuira“  aufgeführt ist. Diese Bezeichnung kann „Biberbach“ bedeuten, aber auch „braunes Sumpfwasser“, wobei die Eisenerzadern in diesem Tal sehr wahrscheinlich durch Eisenoxid zur Rostfärbung beigetragen haben.
In Urkunden gibt es für den Ort verschiedene Schreibweisen: 1021 „Bivera“, 1204 „Biverne“, 1263 „Oberbiberne“, 1328 „Byvern“, 1359 „Ober-Blieberen“, 1376 „Bevern“, 1404 „Ober-Beveren“, 1560 „Bieber“, 1613 „Dorff Oberbivern“.

### Mittelalter und Neuzeit
Eine Urkunde belegt die Existenz Oberbiebers erstmals am 10. August 1021, als Kaiser Heinrich II. sein Kammergut „Bivera in pago Engiresgovve“ dem Nonnenkloster des hl. Petrus, genannt Dietkirchen, innerhalb der Bonner Vorstadt schenkte, nachdem er es von der Witwe seines Arztes Landerich zurückerworben hatte.
Von 1050 bis 1100 errichtete das Stift eine dem heiligen Nikolaus geweihte Kapelle, deren romanische, zweigeschossige Apsis heute noch als Chor erhalten ist. Auf den Fundamenten der Kapelle steht die heutige Evangelische Kirche.
Im Jahr 1315 kam das Gut samt Kapelle durch Tausch in den Besitz der Abtei Rommersdorf.
Graf Johann IV. zu Wied erwarb im Jahr 1575 die Kapelle und die dazugehörigen Güter wiederum im Tauschverfahren. Oberbieber gehörte damit zur Grafschaft Wied.
Oberbieber wurde im Laufe der Geschichte mehrmals von Krieg und Seuchen heimgesucht: Um 1390 und im Jahre 1664 wüteten hier die Pest und die Schwarzen Blattern.
1582 richtete der Kurfürst Gebhard I. von Waldburg, Erzbischof zu Köln, riesige Schäden in wiedischen Landen an.
Im Dreißigjährigen Krieg durchzogen immer wieder Söldnerscharen das wiedische Land und plünderten die Bevölkerung aus, so 1639 die Schweden. Über die Hälfte der Einwohner kam in jener Zeit um.
Die Truppen des Sonnenkönigs Ludwig XIV. zerstörten bei ihren Raubkriegen im Jahre 1673 die Kirche zu Oberbieber vollständig, die erst 85 Jahre später wieder aufgebaut werden konnte. In den Jahren von 1794 und 1797 verwüsteten französische Revolutionstruppen Oberbieber erneut.

### Entwicklung des Orts

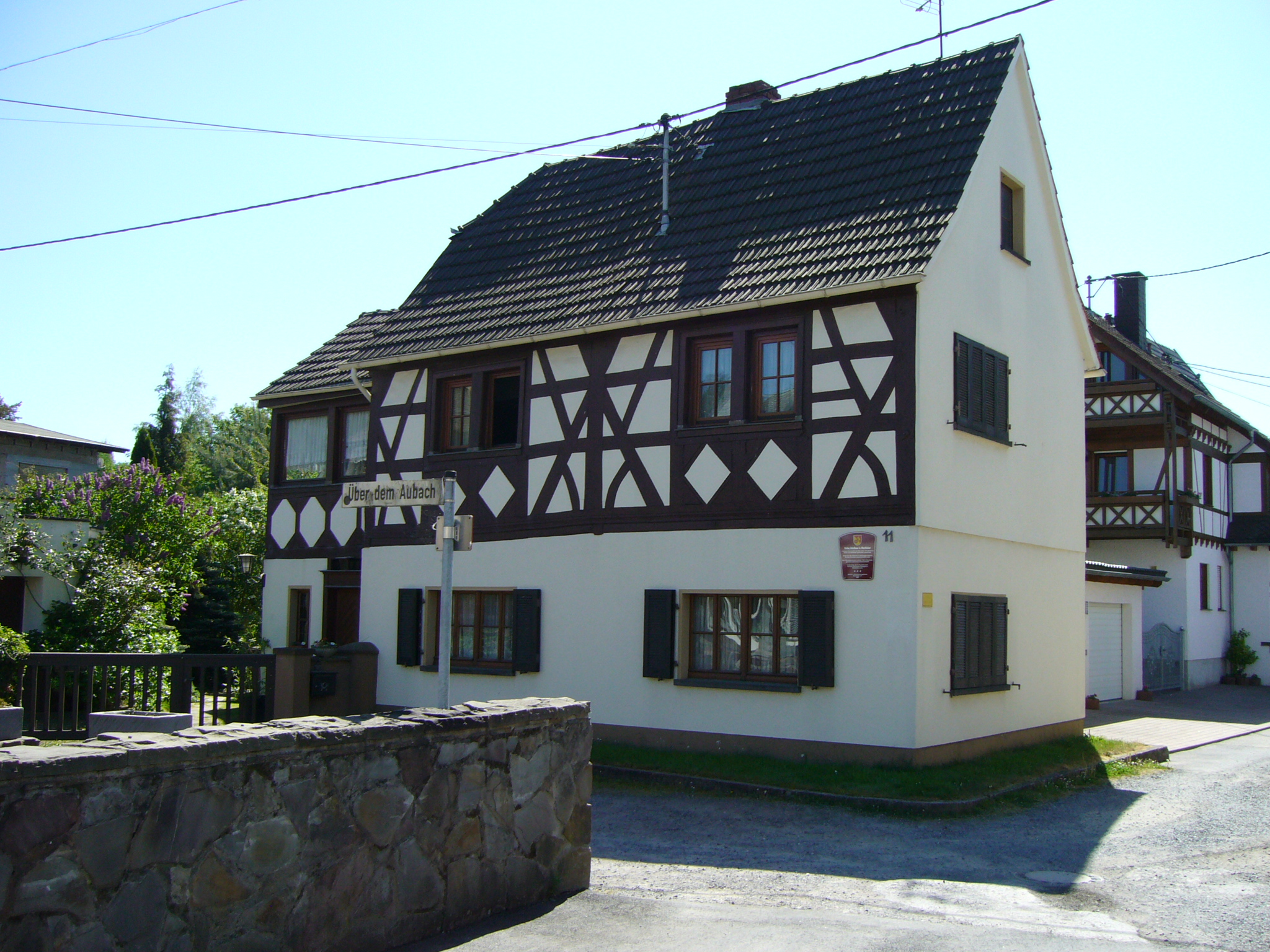
Erstes Schulgebäude in Oberbieber

Im Verlaufe der wechselvollen Geschichte prägten Weinanbau (bis 1830), Mühlen und Hammerwerk (insgesamt 10), Lohgerberei, Töpferei, Land- und Forstwirtschaft die Entwicklung des Ortes.
Bis zum Jahre 1912 sind in Oberbieber noch Wingerte nachweisbar. In früheren Jahrhunderten war wohl die gesamte Südflanke des Wingertsberges mit Rebstöcken bepflanzt (Flurnamen „Im Weinbergsberg“ und „Auf dem Weinbergsberg“).
Es gab insgesamt 10 Wassermühlen: Die älteste unter ihnen war die Abtsmühle. Sie gehörte mehrere Jahrhunderte den Klöstern Wülfersberg oder Rommersdorf. Später diente sie nacheinander als Papiermühle, Knochenmühle und Walkmühle. Dem Namen nach bekannter ist der Kupferhammer (die spätere Farbmühle Jüngst, die etwa 1955 abgerissen wurde). Dort hämmerte man Kupfer, welches damals auch aus einigen Stollen im Aubachtal kam.
Früher war die Trinkwasserversorgung in Oberbieber durch sieben öffentliche Brunnen sichergestellt. Außerdem ist noch die Lage von über 30 Hausbrunnen bekannt. Erst im Jahre 1890 baute man eine Wasserleitung.
Die Zeit der Petroleumslampen endete vor rund 86 Jahren. In der Friedrich-Ebert-Schule brannten die elektrischen Glühlampen zum ersten Male am 31. Januar 1912.
Ab dem 19. Juli 1901 konnte man mit einer elektrischen Bahn halbstündlich von Oberbieber nach Neuwied fahren. Der Fahrpreis betrug 21 Pfennig. Die Umstellung auf Busse erfolgte Ende Oktober 1950 (Fahrpreis 35 Pfennig).
Seit dem Zweiten Weltkrieg ist Oberbieber Sitz der Firma Rech-Laternen, einer der bedeutendsten Außenlaternen-Hersteller in Deutschland.

### Gemeinde Oberbieber

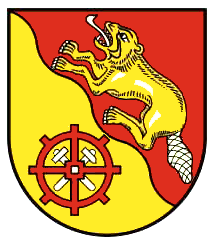
Wappen der ehemaligen Gemeinde Oberbieber

Oberbieber gehörte zum Kirchspielgericht Bieber (Niederbieber) und bis 1806 zur Grafschaft Wied bzw. seit 1784 zum Fürstentum Wied-Neuwied. 1806 kam Oberbieber zum Herzogtum Nassau und 1815 zum Königreich Preußen. Unter der preußischen Verwaltung wurde Oberbieber eine Gemeinde im Standesherrlichen Kreis Neuwied, der zum Regierungsbezirk Koblenz und von 1822 an zur Rheinprovinz gehörte und von der Bürgermeisterei Heddesdorf verwaltet wurde. Der standesherrliche Sonderstatus bedeutete, dass mit Ausnahme der Hoheits-, Militär- und Steuerangelegenheiten, die dem Königreich Preußen zustanden, die Gemeinde und deren Einwohner bis 1848 weiterhin der Fürstlichen Regierung unterstanden. Seit 1946 gehört Oberbieber zu dem damals neu gebildeten Land Rheinland-Pfalz.
Im Zuge der Mitte der 1960er Jahre begonnenen rheinland-pfälzischen Gebiets- und Verwaltungsreform wurde durch das „Achte Landesgesetz über die Verwaltungsvereinfachung im Lande Rheinland-Pfalz“ vom 28. Juli 1970, das am 7. November 1970 in Kraft trat, die heutige Stadt Neuwied neu gebildet. Mit Beschluss des Stadtrats Neuwied vom 22. Januar 1971 wurde Oberbieber ein Stadtteil, welcher durch einen Ortsbeirat und einen Ortsvorsteher vertreten wird.

## Politik

### Ortsbeirat
Der Ortsbeirat in Oberbieber besteht aus 8 Ratsmitgliedern, die bei der Kommunalwahl am 9. Juni 2024 in einer personalisierten Verhältniswahl gewählt wurden, und der ehrenamtlichen Ortsvorsteherin als Vorsitzender.
Die Sitzverteilung im Ortsbeirat:
| Wahl | SPD | CDU | FWG | WGH | Gesamt  |
| ---- | --- | --- | --- | --- | ------- |
| 2024 | 3   | 2   | 3   | –   | 8 Sitze |
| 2019 | 3   | 2   | 3   | –   | 8 Sitze |
| 2014 | 5   | 3   | –   | –   | 8 Sitze |
| 2009 | 3   | 3   | –   | 2   | 8 Sitze |

- FWG = Freie Wählergruppe Oberbieber e. V.
- WGH = Wählergruppe Hartenfels

### Ortsvorsteher
Maren Dümmler (SPD) wurde am 3. September 2024 Ortsvorsteherin von Oberbieber. Bei der Stichwahl am 23. Juni 2024 hatte sie sich mit einem Stimmenanteil von 54,7 % gegen den Amtsinhaber durchgesetzt, nachdem bei der Direktwahl am 9. Juni 2024 keiner der ursprünglich drei Bewerber eine ausreichende Mehrheit erreicht hatte.
Ortsvorsteher seit 2009:
- 2009–2019: Ingrid Ely-Herbst, SPD
- 2019–2024: Rolf Löhmar, FWG[6]
- seit 2024: Maren Dümmler, SPD

## Sehenswürdigkeiten
Evangelische Kirche Oberbieber
Die Kirche wurde auf den alten Fundamenten der Nikolauskapelle aus dem 11. Jahrhundert erbaut. Von dieser Kapelle ist die romanische, zweigeschossige Apsis heute noch als Chor erhalten. Sie gilt als das älteste kirchliche Baudenkmal im Landkreis Neuwied. In der ersten Hälfte des 13. Jahrhunderts wurden zwei die Apsis flankierende viergeschossige, spätromanische Türme errichtet. Der nördliche Turm wurde im 17. Jahrhundert bei einer Brandschatzung des Dorfes stark beschädigt und musste abgerissen werden. In der zweiten Hälfte des 18. Jahrhunderts ersetzte man das alte Kirchenschiff durch ein einschiffiges, flachgedecktes Langhaus mit je drei Rundbogenfenstern an den Längsseiten. Im Jahr 1935 wurde an Stelle des ehemaligen Nordturms eine Sakristei angefügt.
Limes und Wachturmrekonstruktion
In römischer Zeit verlief der Obergermanische Limes durch das Gebiet des heutigen Oberbiebers. Auf dem Wingertsberg wurde 1970 die Rekonstruktion eines Limes-Wachturmes errichtet, der sich in einiger Entfernung zum originalen Befund des Wachturms Wp 1/37 befindet, dessen Überreste noch als flacher, plateauartiger Schutthügel im Gelände erkennbar sind. Auch der benachbarte Wp 1/38 ist im Gelände auszumachen. Heute erschließt der Limeswanderweg die Strecke dieser ehemaligen Grenze zwischen dem Römischen Reich und Germanien.
Hermesplatz
Am nördlichen Ortsausgang befindet sich unter uralten Eichen der alte „Hermesplatz“, der, nachdem sich nach Ende des Zweiten Weltkrieges die „Westerwälder Steppdeckenfabrik“ in dem ursprünglich geplanten Jugendheim eingerichtet hat, die Bezeichnung „Unter den Eichen“ trägt.
Der Hermesplatz, sein Name deutet auf den griechischen Götterboten Hermes, den Gott des Handels, hin und ist der älteste bekannte Handelsplatz der einstigen Grafschaft Wied-Neuwied.
Bis Mitte des 17. Jahrhunderts wurden auf diesem uralten Handelsplatz die bedeutendsten Märkte der alten Grafschaft Wied-Neuwied abgehalten. Auf Grund einer Bestimmung des Stadtrechtsprivilegs vom Jahre 1662 für die neugegründete Residenzstadt Neuwied wurden diese Märkte wegen ihrer großen wirtschaftlichen Bedeutung durch Verfügung des damaligen Landesherrn, des Grafen Friedrich III (Wied), von Oberbieber nach dort verlegt, nachdem sie schon Jahrhunderte hindurch regelmäßig auf dem Hermesplatz in Oberbieber abgehalten worden waren. Neben der Nutzung als Marktplatz war der Hermesplatz zudem die Gerichtsstätte. Heute wird der einstmals historische Handelsplatz als Park- und Buswendeplatz genutzt.
Aubach-Stausee
Der Aubach-Stausee wurde im Juli 1971 der Öffentlichkeit übergeben und dient sowohl der Wasserregulierung des Aubachs wie auch als Naherholungsgebiet der Stadt Neuwied. Er ist auch bekannt als „Schwanenteich“, obwohl dieser Name älter ist als der Stausee und eigentlich einem kleinen Teich galt, der ursprünglich seitlich des heutigen Stausees gelegen hatte. Dennoch leben heute auf dem Stausee Schwäne.
Burg Braunsberg
Die außerhalb des Stadtteils, auf der Gemarkung Ortsgemeinde Anhausen, liegende Burg Braunsberg wurde um 1200 erbaut. Heute ist auf dem Gelände der Ruine eine Revierförsterei der fürstlich-wiedischen Forstverwaltung angesiedelt. Ein kleiner Kreis von Interessierten und Historikern arbeitet in den letzten Jahren intensiver an der Sicherung von Informationen über die Burg und daran, das Wissen über sie und ihre Vergangenheit als Teil der Geschichte der Region und ihrer Menschen bekannter zu machen.
Siehe auch Liste der Kulturdenkmäler in Neuwied

## Infrastruktur
Oberbieber gehört zum Naherholungsgebiet der Stadt Neuwied mit Freibad und vielen ruhigen und beschaulichen Wanderwegen.
Das gesellschaftliche Leben ist durch eine rege Vereinstätigkeit gekennzeichnet, etwa Sportverein (VfL Oberbieber mit Fußball, Turnen, Gymnastik, Volleyball, Tischtennis), Männer-, Frauen- und Ev. Kirchenchor, Heimat- und Verschönerungsverein, Angelsportverein, Reiterverein Neuwied, Burschenverein, Verein der Aquarien- und Naturfreunde, Geselligkeitsvereine (Aubacher Jonge, Gesellschaft Edelweiß 1909, Gesellschaft Fidel, Verein Geselligkeit) Karnevalsverein, Möhnenverein, Imkerverein, Schäferhundeverein, AWO Ortsverband sowie einem Pfadfinderstamm der Deutschen Pfadfinderschaft Sankt Georg (DPSG), der in seinem Haus auch überörtliche Veranstaltungen für Pfadfinder anbietet. Politische Parteien sind durch den Ortsverein der SPD und den Ortsverband der CDU vertreten.